# Canton de Niolu-Omessa
Le canton de Niolu-Omessa est une ancienne division administrative française, située dans le département de la Haute-Corse et la collectivité territoriale de Corse.

## Étymologie et politonyme
Le nom composite du canton créé en 1973 comprend, d'une part, un nom de pieve, le Niolu, et d'autre part, d'un nom de commune, Omessa, ancien chef-lieu de canton. Curiosité et cas unique, le politonyme retenu est en langue corse, et non en toscan. Mais, outre ce toponyme officiel, on rencontre des formes italianisées comme Niolo-Omessa. On remarque la pieve de Ghjuvellina, autour de laquelle était pourtant organisé ce canton, n'a pas été retenu comme dénomination.

## Géographie

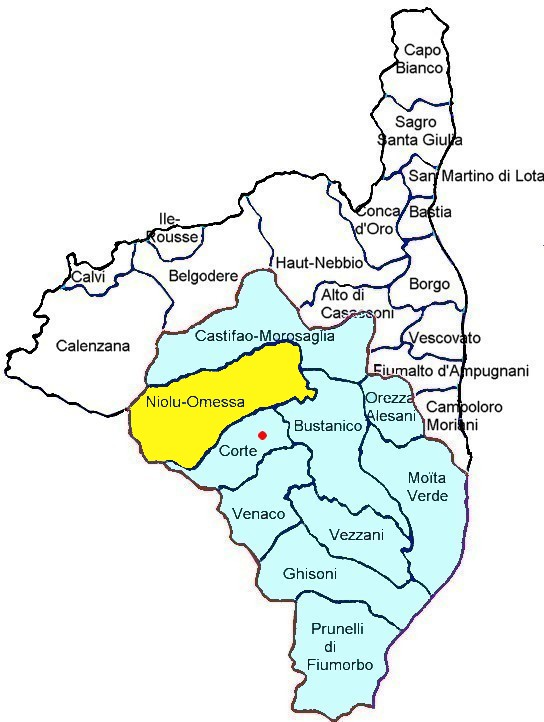
Localisation du canton de Niolu-Omessa avant 2015 (en jaune) dans l'arrondissement de Corte (en bleu).

Situé dans l'arrondissement de Corte, le canton de Niolu-Omessa s'étendait sur la piève de Niolo dans la haute vallée de Golo, la piève de Giovellina dans la moyenne vallée de Golu, et une partie de la piève de Talcini.

## Histoire
Omessa est située dans la pieve de Talcinu/Talcini dont elle fut longtemps capitale avant d'être supplantée par la ville de Corti. C'était la résidence des anciens tribuns du peuple, les Caporali. Omessa a donné à la Corse des évêques et des personnages très influents qui ont joué un grand rôle au Moyen Âge. Mgr Ambrusgiu fit transformer U Rione, un ancien hospice forteresse, en église Sant’Andria, consacrée en 1460, qui abrite le tombeau des trois prélats Colonna.
À défaut de l'exorcisme des « pinzuti » de 1749, venons-en à celui des « pinzacchj » (charançons), des sauterelles et des rats. Il nous faut, pour cela, remonter plus d'un siècle en arrière, à l'année 1624, date de la construction du couvent d'Omessa : c'étaient, en effet, les moines récollets qui avaient pris l'habitude de pratiquer ces exorcismes lorsqu'ils venaient quêter pour leur couvent, à San Lurenzu et dans les cantons voisins. Ces Franciscains étaient étroitement liés à la vie de nos ancêtres et l'on sait quelle a été leur influence sur notre caractère mystique et même dans le déroulement des événements historiques.
Le canton, créé en 1973 par la fusion de ceux de Calacuccia et d'Omessa, est supprimé par le décret du 26 février 2014, à compter des élections départementales de mars 2015. Il est englobé dans le canton de Golo-Morosaglia.

## Représentation

### Conseillers généraux du Canton de Calacuccia (1833-1973)
- De 1833 à 1848, les cantons de Calacuccia et Corte avaient le même conseiller général. Le nombre de conseillers généraux était limité à 30 par département[2].

| Période | Période           | Identité | Étiquette            | Qualité |
| ------- | ----------------- | --- | -------------------- | --- |
| 1833    | 1842              | François-Louis de Gaffori dit Paglietta (1778-1870) (Angelo Gio Battista Francesco Luigi Gaffory Paglietta) |                      | Avocat et propriétaire à Corte Ancien Colonel de la Garde Nationale                                                                                                  |
| 1842    | 1848              | Vincent Louis Adriani (1794-1872)                                                                           |                      | Propriétaire, rentier Maire de Corte (1822-1823, 1841-1848 et 1855)                                                                                                  |
| 1848    | 1852              | Anton Luigi Grimaldi                                                                                        | Républicain          | Docteur en médecine à Corte, conseiller d'arrondissement |
| 1852    | 1855              | Quilicus Albertini                                                                                          |                      | Médecin, maire de Calacuccia |
| 1855    | 1864 (décès)      | Jean Vitus (Ghjuvan Vitu) Grimaldi (1805-1864)                                                              | Bonapartiste         | Médecin et littérateur, professeur de grammaire et de philosophie à Ajaccio, puis inspecteur de l'enseignement primaire Ancien conseiller général du Canton de Piana |
| 1864    | 1871              | Quilicus Albertini                                                                                          |                      | Médecin, conseiller d'arrondissement, propriétaire à Calacuccia |
| 1871    | 1874              | M. Grimaldi                                                                                                 | Républicain          | Avocat |
| 1874    | 1880              | Prosper Albertini                                                                                           | Droite               | Médecin à Albertacce |
| 1880    | 1886              | Léopold Grimaldi                                                                                            | Républicain          | Juge au Tribunal civil de Bastia |
| 1886    | 1892              | François Acquaviva                                                                                          | Républicain          | Propriétaire à Lozzi |
| 1892    | 1898              | Antoine Louis Siméon de Buochberg (1864-1936)                                                               | Républicain          | Notaire, maire de Corte |
| 1898    | 1901              | Raphaël Casanelli d'Istria                                                                                  |                      | Propriétaire à Ajaccio |
| 1901    | 1902 (annulation) | M. Albertini                                                                                                |                      | |
| 1902    | 1903 (annulation) | Antoine Siméon de Buochberg                                                                                 | Républicain          | Notaire à Corte |
| 1903    | 1904              | M. Albertini                                                                                                |                      | |
| 1904    | 1906 (annulation) | Joseph Chaleil                                                                                              | Républicain aréniste | Ancien sous-préfet de Calvi Député (1904-1906) |
| 1906    | 1919              | Quilicus Albertini                                                                                          |                      | Rédacteur à la Direction des Beaux-Arts, Paris |
| 1919    | 1928              | Jules Acquaviva                                                                                             | Républicain          | Avocat au barreau de Corte |
| 1928    | 1934              | Jean-André Acquaviva                                                                                        |                      | Avocat, Lozzi |
| 1934    | 1940              | Jean-Baptiste Giansily                                                                                      | RG                   | Colonel, juge de paix à Calacuccia |
|         |                   | |                      | |
| 1945    | 1949              | Ambroise Acquaviva                                                                                          | RG                   | Ancien résistant, Corscia |
| 1949    | 1955              | Jean-Baptiste Albertini                                                                                     | Rad.                 | |
| 1955    | 1973              | Prosper Alfonsi                                                                                             | Rad. puis MRG        | Directeur commercial Maire d'Albertacce (1965-1985) |

### Conseillers d'arrondissement du canton de Calacuccia (de 1833 à 1940)
| Période                                  | Période          | Identité                             | Étiquette   | Qualité |
| ---------------------------------------- | ---------------- | ------------------------------------ | ----------- | --- |
| 1833                                     | 1848             | Anton Luigi Grimaldi (1794-1863)     |             | Médecin à Calacuccia, ancien conseiller général                                                             |
|                                          |                  |                                      |             | |
| 1852                                     | 1855             | Jean-François Sabiani                |             | |
| 1855                                     | 1861             | Pierre-François Grimaldi (1829-1888) |             | Cultivateur, maire de Calacuccia                                                                            |
| 1861                                     | 1864             | Quilicus Albertini                   |             | Médecin à Calacuccia, ancien conseiller général                                                             |
|                                          |                  |                                      |             | |
| avant 1877                               | 1890             | Vidal Acquaviva                      |             | |
|                                          |                  |                                      |             | |
| avant 1882                               |                  | Antoine Louis Ordioni                |             | Maire de Calacuccia, suppléant du juge de paix                                                              |
|                                          |                  |                                      |             | |
|                                          | 1890 (démission) | François Acquaviva                   |             | |
|                                          |                  |                                      |             | |
| 1919                                     |                  | Joseph Alfonsi                       | Républicain | |
|                                          |                  |                                      |             | |
| 1937                                     | 1940             | Vital Grimaldi                       | SFIO        | Instituteur à Calacuccia                                                                                    |
| 1940                                     |                  |                                      |             | Les conseils d'arrondissement ont été suspendus par la loi du 12 octobre 1940 et n'ont jamais été réactivés |
| Les données manquantes sont à compléter. |                  |                                      |             | |

### Conseillers généraux du Canton d'Omessa (1833-1973)
- De 1833 à 1848, les cantons d'Omessa, de Sermano et de Serraggio  avaient le même conseiller général. Le nombre de conseillers généraux était limité à 30 par département[2].

| Période | Période           | Identité                            | Étiquette           | Qualité |
| ------- | ----------------- | ----------------------------------- | ------------------- | --- |
| 1833    | 1839              | Biaggino (Blaise) Raffaelli         |                     | Propriétaire, juge de paix à Bastia                                                                                    |
| 1839    | 1848              | Régulus Carlotti (1808-1878),       |                     | Docteur de la colonie pénitentiaire de St-Antoine Médecin à Corte et à Poggio-di-Venaco Conseiller municipal d'Ajaccio |
| 1848    | 1858              | Mathieu (Matteo) Antoni (1787-1864) |                     | Médecin, juge de paix du canton d'Omessa                                                                               |
| 1858    | 1867              | Scipion (Scippione) Nasica (1830-?) |                     | Avocat, puis substitut à Calvi                                                                                         |
| 1867    | 1871              | Antoine Arrighi                     |                     | Avocat |
| 1871    | 1874              | Paul Mathieu Facendini              |                     | Avocat, Castiglione |
| 1874    | 1889              | Ernest-André de Baciocchi-Adorno    | Droite bonapartiste | Secrétaire général de l'Empire puis Sous-Préfet de Die (Drôme)                                                         |
| 1889    | 1889 (annulation) | Toussaint Battesti                  | Républicain         | Médecin à Corte |
| 1889    | 1892              | Louis Gabrielli                     |                     | Avocat |
| 1892    | 1899 (annulation) | Toussaint Battesti                  | Républicain         | Médecin à Corte |
| 1899    | 1919              | M. Giamarchi                        | Républicain         | Avocat à Corte |
| 1919    | 1922              | Toussaint Bourgeois (1887-1946)     |                     | Chirurgien-dentiste à Bastia                                                                                           |
| 1922    | 1940              | Vincent Luciani                     |                     | |
|         |                   |                                     |                     | |
| 1945    | 1961              | Paul-Antoine Quilici                | Rad.                | Médecin |
| 1961    | 1973              | Jean Luciani                        | RI                  | Industriel Maire d'Omessa (1965-1983)                                                                                  |

### Conseillers d'arrondissement du canton d'Omessa (de 1833 à 1940)
| Période                                  | Période | Identité                     | Étiquette    | Qualité |
| ---------------------------------------- | ------- | ---------------------------- | ------------ | --- |
| 1833                                     |         | Stefano Castelli (1782-1860) |              | Médecin à Omessa                                                                                            |
|                                          |         |                              |              | |
| 1852                                     | 1855    | Paul-André Taddéi            |              | Ancien maire d'Omessa, suppléant du juge de paix                                                            |
| 1855                                     | 1861    | Ignace Arrighi               |              | Propriétaire, conseiller municipal d'Omessa                                                                 |
| 1861                                     |         | Toussaint Nasica             |              | Propriétaire à Prato-di-Giovellina                                                                          |
|                                          |         |                              |              | |
| 1870                                     |         | M. Santini                   |              | |
|                                          |         |                              |              | |
| avant 1877                               |         | Charles Nasica               |              | Notaire à Castirla                                                                                          |
|                                          |         |                              |              | |
| 1889                                     |         | M. Colombani                 | Bonapartiste | |
|                                          |         |                              |              | |
| 1907                                     |         | M. Quilici                   |              | |
|                                          |         |                              |              | |
| 1937                                     | 1940    | M. Castelli                  | RG           | |
| 1940                                     |         |                              |              | Les conseils d'arrondissement ont été suspendus par la loi du 12 octobre 1940 et n'ont jamais été réactivés |
| Les données manquantes sont à compléter. |         |                              |              | |

### Conseillers généraux du Canton de Niolu-Omessa (1973-2015)
| Période | Période             | Identité                 | Étiquette                       | Qualité                                       |
| ------- | ------------------- | ------------------------ | ------------------------------- | --------------------------------------------- |
| 1973    | 1977 (invalidation) | Jean Luciani             | RI                              | Industriel Maire d'Omessa (1965-1983)         |
| 1978    | 1992                | Jean-Paul Luisi          | MRG                             | Médecin - Député (1981-1986) Maire de Corscia |
| 1992    | 2015                | Jean-Baptiste Castellani | Union Libérale de Progrès (UMP) | Maire de Calacuccia                           |

- Résultats des élections cantonales

## Composition
Le canton de Niolu-Omessa comprenait douze communes et comptait 2 005 habitants, selon la population légale de 2012.
| Communes                      | Population (2012) | Code postal | Code Insee\| |
| ----------------------------- | ----------------- | ----------- | ------------ |
| Albertacce                    | 215               | 20224       | 2B007        |
| Calacuccia                    | 296               | 20224       | 2B047        |
| Casamaccioli                  | 98                | 20224       | 2B073        |
| Castiglione (I Castiglioni)   | 37                | 20218       | 2B081        |
| Castirla                      | 176               | 20236       | 2B083        |
| Corscia                       | 166               | 20224       | 2B095        |
| Lozzi                         | 122               | 20224       | 2B147        |
| Omessa                        | 536               | 20236       | 2B193        |
| Piedigriggio (Pedigrisgiu)    | 145               | 20218       | 2B220        |
| Popolasca (Upulasca)          | 50                | 20218       | 2B244        |
| Prato-di-Giovellina (U Pratu) | 44                | 20218       | 2B248        |
| Soveria                       | 120               | 20250       | 2B289        |

## Démographie
| 1975  | 1982  | 1990  | 1999  | 2006  | 2011  | 2012  |
| ----- | ----- | ----- | ----- | ----- | ----- | ----- |
| 2 720 | 2 372 | 1 826 | 1 943 | 2 050 | 2 049 | 2 005 |